# Lisdoonvarna
Lisdoonvarna (en irlandès Lios Dúin Bhearna) és un balneari d'Irlanda, al comtat de Clare, a la província de Munster. La ciutat és famosa pels festivals de música.
La ciutat pren el seu nom de l'irlandès Lios Dúin Bhearna que ve de "lios Dúin", o fortalesa inclosa en la bretxa ("Bhearna"). Es creu que la fortalesa a la qual es refereix és la de Lissateeaun (fortalesa del turó de fades), que es troba a 3 km al nord-est de la ciutat, prop de les restes d'un castell Hiberno-Normand.

## Esdeveniments
Al setembre de cada any s'hi celebra un dels majors esdeveniments de casori col·lectius d'Europa i atrau més de 40.000 aspirants romàntics, agricultors solters i acompanyants de gresca. L'esdeveniment dura un mes i és una important atracció turística. El casador actual és Willie Daly, un matrimonier de quarta generació.
Antigament, s'hi celebrava un festival de música folk descrit en una cançó del mateix nom escrita pel cantant folk irlandès Christy Moore. Aquest festival es va dur a terme fins a 1983, quan es va veure sacsejat per un aldarull i la mort accidental de vuit persones.

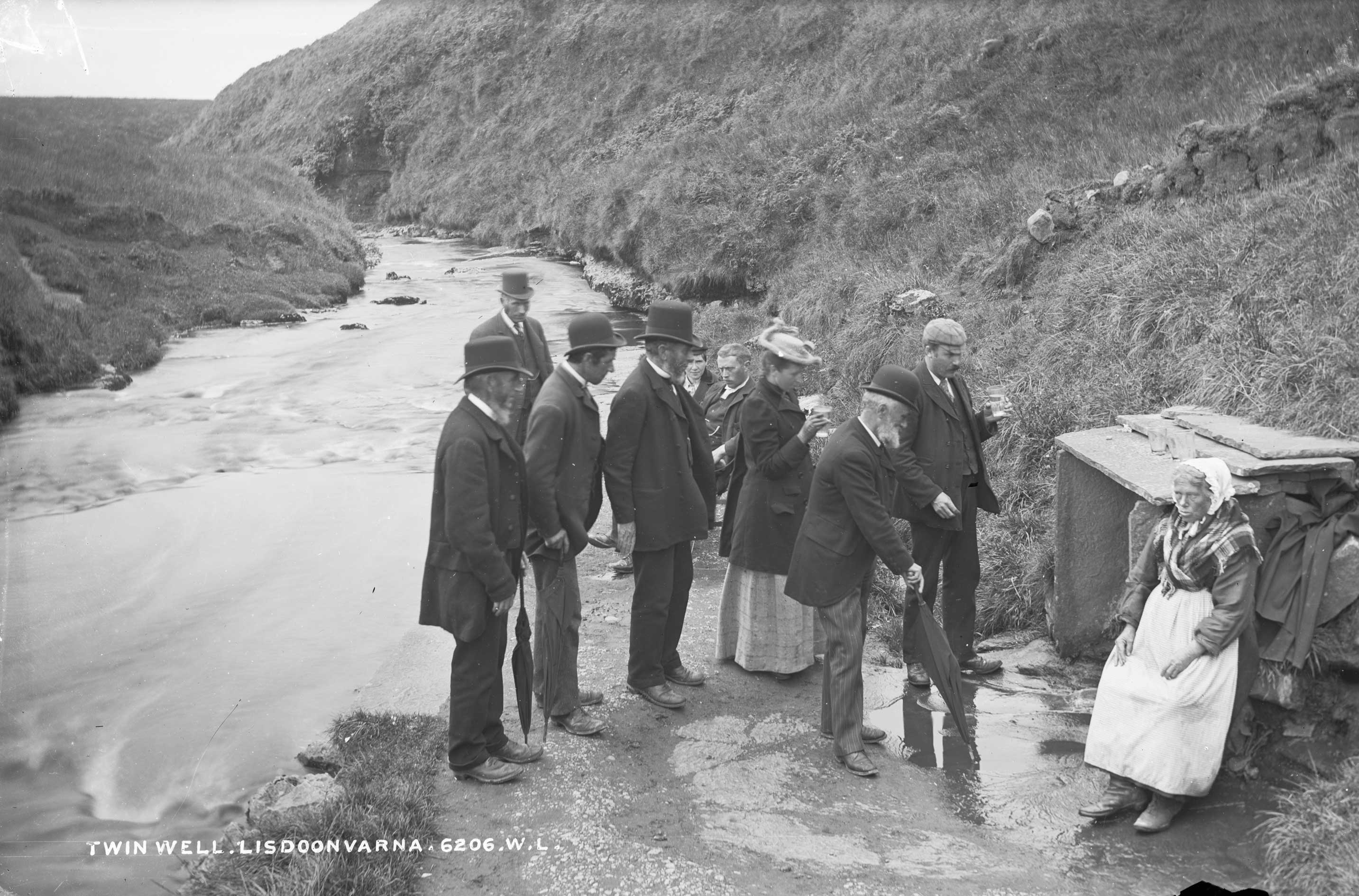
Gent prenent les aigües a Twin Wells als marges del riu Aille a Lisdoonvarna, ca. 1900

## Situació de l'irlandès
En la dècada del 1920 a la zona oriental d'Ennis que comprenia els llogarets de Doonbeg, Ennistymon, Carrigaholt i Lisdoonvarna, encara hi havia parlants d'irlandès i la zona fou declarada Gaeltacht. Actualment, un comitè encoratja a desenvolupar xarxes entre els parlants d'irlandès per tal d'obtenir novament el reconeixement com a zona Gaeltacht.

## Llocs d'interès
- Castell de Ballinalacken